# Zuleica Wilson
Zuleica Wilson (sinh ngày 17 tháng 3 năm 1993) là một người mẫu Angolan và chủ nhân cuộc thi sắc đẹp, người đã đăng quang Hoa hậu Angola 2013 và đại diện cho đất nước của cô tại cuộc thi Hoa hậu Hoàn vũ 2014. Cô cũng sẽ đại diện cho đất nước của mình tại cuộc thi Hoa hậu Liên lục địa 2015.

## Đầu đời
Zuleica là một sinh viên kinh doanh và quản lý tại Đại học Lusíada.

## Cuộc thi sắc đẹp

### Hoa hậu Cabinda 2013
Zuleica đã đăng quang với tư cách là Hoa hậu Cabinda 2013 và là ứng cử viên chính thức cho cuộc thi quốc gia, Hoa hậu Angola 2013.

### Hoa hậu Angola 2013
Zuleica đăng quang với tư cách là Hoa hậu Angola 2013. Cô đại diện cho Cabinda tại cuộc thi. Cuộc thi uy tín ở Angola, cuộc thi Hoa hậu Angola được tổ chức tại Trung tâm Hội nghị Belas, Luanda, Angola.

### Hoa hậu Hoàn vũ 2014
Wilson đã tham gia Hoa hậu Hoàn vũ 2014, được tổ chức tại Doral, Florida, Hoa Kỳ, nhưng không thể tiến vào Top 15.